# Corinne Gendron
Corinne Gendron (Montreal, 19 de junio de 1968) es una académica, investigadora, abogada y socióloga canadiense, especializada en nuevas formas de regulación económica y desarrollo sostenible. Ocupa la Cátedra de Responsabilidad Social y Desarrollo Sostenible de la Universidad de Quebec en Montreal, donde es profesora en el Departamento de Estrategia, Responsabilidad Social y Ambiental de la Facultad de Ciencias de la Gestión. Es miembro de la Académie des technologies y caballero de la Legión de Honor.

## Biografía
En la década de 1990, pasó un verano en un campamento de vacaciones centrado en el medio ambiente, que fue su punto de partida para interesarse por el desarrollo sostenible. Ingresó a la Universidad de Montreal en 1986 y obtuvo una licenciatura en derecho en 1989. Aprobó el colegio de abogados en 1990, completó un MBA en 1993 y un doctorado en sociología en 2000 por la Universidad de Quebec en Montreal.
Es una de los fundadoras de la responsabilidad social corporativa (en francés: Responsabilité sociale des entreprises) en la École de Montréal, que desarrolló el Nuevo Movimiento Económico Social (NMSE). A través de numerosas publicaciones científicas, ha contribuido con investigaciones sobre el proceso de institucionalización de los movimientos de comercio justo, inversión socialmente responsable y consumismo comprometido en diversos sectores. Desde mayo de 2011, es miembro del Comité de Evaluación Ambiental Estratégica del Gas de Esquisto del Gobierno de Quebec.
El 10 de diciembre de 2014, fue elegida miembro de la Académie des technologies de Francia. Por decreto del Presidente de la República Francesa fue elevada al rango de Chevalier (caballero) de la Orden Nacional de la Legión de Honor por el Ministerio de Educación Nacional y Enseñanza Superior e Investigación de Francia el 31 de diciembre de 2015.

## Publicaciones
- Gendron, C.; Vaillancourt, J.-G.; Audet, R. (2010). Développement durable et responsabilité sociale. De la mobilisation à l'institutionnalisation [Sustainable development and social responsibility. From Mobilization to Institutionalization] (en francés). Montréal: Presses Internationales Polytechnique. p. 284.
- Gendron, Corinne (2009). Quel commerce équitable pour demain [What fair trade for tomorrow] (en francés). Paris: Les Presses ÉCLM.
- Gendron, Corinne (2007). Vous avez dit développement durable? [You said sustainable development?] (en francés). Montréal: Les Presses internationales Polytechnique. p. 142. ISBN 9782553016233.
- Gendron, C.; Vaillancourt, J-G. (2007). «Environnement et sciences sociales. Les défis de l'interdisciplinarité» [Environment and Social Sciences. The Challenges of Interdisciplinarity]. Collection Sociologie contemporaine (en francés) (Québec: University of Laval Press). p. 444.
- Gendron, Corinne (2006). «Le développement durable comme compromis. La modernisation écologique de l'économie à l'are de la mondialisation» [Sustainable development as a compromise. The ecological modernization of the economy in the era of globalization]. Collection Pratiques et politiques sociales et économiques (en francés) (Québec: University of Québec Press). p. 284.
- Gendron, C.; Vaillancourt, J-G. Économie, Société et environnement [Economy, Society and Environment] (en francés). Québec: University of Laval Press.
- Gendron, Corinne (2004). La gestion environnementale et ISO 14 001 [Environmental Management and ISO 14 001] (en francés). University of Montreal Press. p. 347.
- Gendron, C.; Vaillancourt, J-G. (2003). Développement durable et participation publique. De la contestation écologiste aux défis de la gouvernance [Sustainable Development and Public Participation. From the environmental challenge to the challenges of governance] (en francés). University of Montreal Press. p. 398.

## Otras fuentes
- Letarte, Martine (27 de abril de 2011). «Luttes sociales et mutation – Quelle sera la définition de l'entreprise de demain?» [Social struggles and change – What will be the definition of the company of tomorrow?]. Le Devoir (en francés). Le Devoir Inc. Consultado el 8 de noviembre de 2017.